# Rick Malambri
Rick Malambri est un acteur, danseur et mannequin américain, né le 7 novembre 1982 en Floride. Il se fait connaître grâce à sa carrière de mannequin et au film Sexy Dance 3D (Step Up 3D, 2010).

## Biographie

### Enfance
Rick Malambri naît en novembre 1982 à Fort Walton Beach, en Floride. Sa mère est Jeannie Marie (née Egleston) et son père, Timothy Michael Malambri. Il commence sa carrière en tant que mannequin, engagé dans de différents entreprises de prêt-à-porter telles que Abercrombie et Fitch en 2004.

### Carrière
En 2007, Rick Malambri apparaît en vedette dans les séries télévisées telles que How I Met Your Mother, Esprits criminels (Criminal Minds) et Party Down, ainsi qu'au grand écran, la science-fiction militaire Universal Soldiers de Griff Furst, où il tient le rôle du lieutenant Ash .
En 2009, il apparaît en tant que Clerk dans le film de science-fiction Clones (Surrogates) de Jonathan Mostow.
En 2010, il obtient le rôle principal dans Sexy Dance 3D (Step Up 3D) de Jon M. Chu, aux côtés de l'actrice Sharni Vinson. Il est engagé à interpréter le rôle de Will Dutton, aux côtés d'Andrea Bowen, dans le téléfilm dramatique de Hallmark Channel Pas à pas vers son destin (After The Fall) de Bradford May
En 2011, il devient Eduardo Diaz, le choréographe qui tombe sous le charme d'une de ses étudiantes, dans la série The Lying Game. Il joue avec Lacey Chabert et Vivica A. Fox dans la comédie familiale A Holiday Heist de Christie Will Wolf.
En 2014, il est Joey D'Amico dans le téléfilm familial Cookie connection (The Cookie Mobster) de Kevin Connor, avec Pippa Black et Mackenzie Foy.
En 2016, il interprète le rôle d'Andy Lochner dans le téléfilm romantique Romance à l'hôtel (Change of Heart) de Stephen Bridgewater, avec Leah Pipes.
En 2018, il est invité dans un épisode de la série Animal Kingdom.
En 2021, il devient Mark, ex-petit-ami sombrant dans la folie meurtrière, dans le téléfilm Lettre à la future femme de mon mari (Lethal Love Letter) de Jake Helgren.

## Filmographie

### Longs métrages
- 2007 : Universal Soldiers de Griff Furst : le lieutenant Ash
- 2009 : Clones (Surrogates) de Jonathan Mostow : Clerk
- 2010 : Sexy Dance 3D (Step Up 3D) de Jon M. Chu : Luke
- 2011 : A Holiday Heist de Christie Will Wolf : Duncan

### Téléfilms
- 2010 : Pas à pas vers son destin (After The Fall) de Bradford May : Will Dutton
- 2013 : Clear History de Greg Mottola : le mec à la foire
- 2013 : Cosplaya d'Isaiah Mustafa : un membre d'équipe
- 2014 : Cookie connection (The Cookie Mobster) de Kevin Connor : Joey D'Amico
- 2016 : Romance à l'hôtel (Change of Heart) de Stephen Bridgewater : Andy Lochner
- 2021 : Lettre à la future femme de mon mari (Lethal Love Letter) de Jake Helgren : Mark

### Séries télévisées
- 2007 : How I Met Your Mother : le mec aux cheveux souples (saison 2, épisode 16 : Stuff)
- 2009 : Esprits criminels (Criminal Minds) : Dan Keller (saison 4, épisode 20 : Conflicted)
- 2009 : Party Down : Bran (saison 1, épisode 10 : Stennheiser-Pong Wedding Reception)
- 2011 : The Lying Game : Eduardo Diaz (6 épisodes)
- 2013 : Time's Up : Kirk
- 2018 : Animal Kingdom : Carter (saison 3, épisode 5 : Prey)
- 2019 : Dating After College : Stuart (saison 1, épisode 2 : Guys at Clubs)
- 2019 : Jane the Virgin : Keith (saison 5, épisode 7 : Chapter Eighty-Eight)